# 1911 au Canada
Pour un article plus général, voir Chronologie du Canada.
Cet article traite des événements qui se sont produits durant l'année 1911 au Canada.

## Événements

### Politique
- 16 mai : Herbert James Palmer devient premier ministre de l'Île-du-Prince-Édouard remplaçant Francis Longworth Haszard.
- 22 juin : couronnement de George V en tant que roi du Canada.
- 21 septembre : élection fédérale canadienne de 1911. Les négociations que Wilfrid Laurier engage avec les États-Unis en vue de la conclusion d’un traité de réciprocité permettent aux conservateurs de l’Ontario de le renverser en l’accusant de préparer l’annexion autrefois dénoncée par Sir John A. Macdonald.
- 10 octobre : Robert Laird Borden (conservateur) est élu premier ministre du Canada.

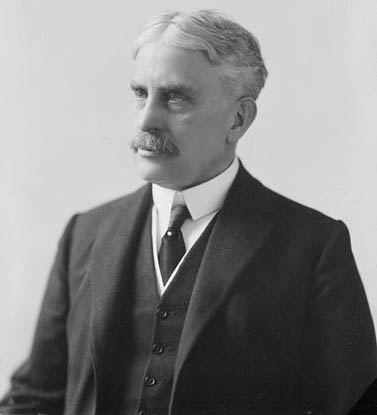
Robert Borden

- 16 octobre : James Kidd Flemming devient premier ministre du Nouveau-Brunswick remplaçant John Douglas Hazen.
- 15 novembre : ouverture de la 12e législature du Canada.
- 2 décembre : John Alexander Mathieson devient premier ministre de l'Ile-du-Prince-Édouard remplaçant Herbert James Palmer.
- 11 décembre : élection en Ontario. Les conservateurs de James Whitney obtiennent une troisième majorité consécutive.
- Fondation de Parc du Dominion qui allait devenir Parcs Canada.

### Sport
- Les Sénateurs d'Ottawa remportent la Coupe Stanley.
- Fondation de l'Association de hockey de la Côte du Pacifique incluant le club de hockey les Millionnaires de Vancouver et les Aristocrats de Victoria.
- Football canadien : l'Université de Toronto remporte la Coupe Grey contre les Argonauts de Toronto.

### Économie
- Janvier[1] : accord économique entre les États-Unis et le Canada. Il échoue devant l’opposition des Canadiens.
- Implantation de la pétrolière Shell Canada
- Le richissime Henry Pellatt fait construire sa résidence Casa Loma à Toronto.
- Fondation de la firme d'ingénierie SNC (Québec) qui deviendra plus tard SNC-Lavalin.

## Naissances
- 3 janvier: Anselme Chiasson, folkloriste acadien.
- 12 mars: Stanley Bréhaut Ryerson, historien.
- 11 mai : Mitchell Sharp, homme politique.
- 18 juillet : Hume Cronyn, acteur.
- 21 juillet : Marshall McLuhan, éducateur.
- Robert Charbonneau, auteur.
- 28 août : Nérée Arsenault, homme politique fédéral provenant du Québec.

## Décès
- 11 mars : Théotime Blanchard, homme politique acadien.
- 14 avril : Henri-Elzéar Taschereau, juge à la cour suprême.
- 29 avril : Charles-Alphonse-Pantaléon Pelletier, homme politique.
- 12 décembre : Daniel Joseph Greene, Premier ministre de Terre-Neuve.